# Вусач-оксимірус
Ялинник (лат. Oxymirus Mulsant, 1863) — рід жуків з родини Скрипунових

## Види
В Україні поширений один вид:
Ялинник смугастий (Oxymirus cursor Linnaeus, 1758)